# Zvolen
Zvolen es la capital del distrito de Zvolen en la región de Banská Bystrica, Eslovaquia, con una población estimada a final del año 2024 de 39 175 habitantes.
Se encuentra ubicada en el centro-oeste de la región, en los montes Centrales Eslovacos y la cuenca hidrográfica del río Hron —un afluente izquierdo del Danubio— y cerca de la frontera con la región de Nitra.

## Subdivisiones
- Unidades de vivienda básicas: Zvolen – centro, Za múrami, Pod Harajchom, Balkán, Veľká Stráž, Zvolen – oeste, Zvolen – Tepličky, Pod Borovou horou, Zlatý potok, Zvolen – este, Bučina, Presa di Zvolen, Sídlisko Sekier, Sekier, Môťová, Lipovec, Pod Dráhy, Pustý hrad, cruce ferroviario, Lukové, Zolná, Kráľová, Častobrezie

- Territorios catastrales: Kráľová, Lukové, Môťová, Zolná y Zvolen.[3]

- Barrios: Barrio 1: Kráľová, Lipovec, Môťová, Sekier, Sekierska Dolina a Záhonok; Barrio 2: Bakova Jama, Luková, Zlatý Potok a Zolná; Barrio 3: Stráž, Sídlisko Západ-Tepličky; Barrio 4: Borová Hora, Podborová; Barrio 5: Zona central de la ciudad Este (Centrálna mestská zóna Východ); Barrio 6: Zona central de la ciudad Oeste (Centrálna mestská zóna Západ).[3]

- Sídliská: Sekier, Lipovec, Záhonok, Západ-Tepličky, Zlatý Potok, Podborová

- Otras partes: Borová Hora, Pustý hrad

- Asentamientos: Bakova Jama, Podnásad

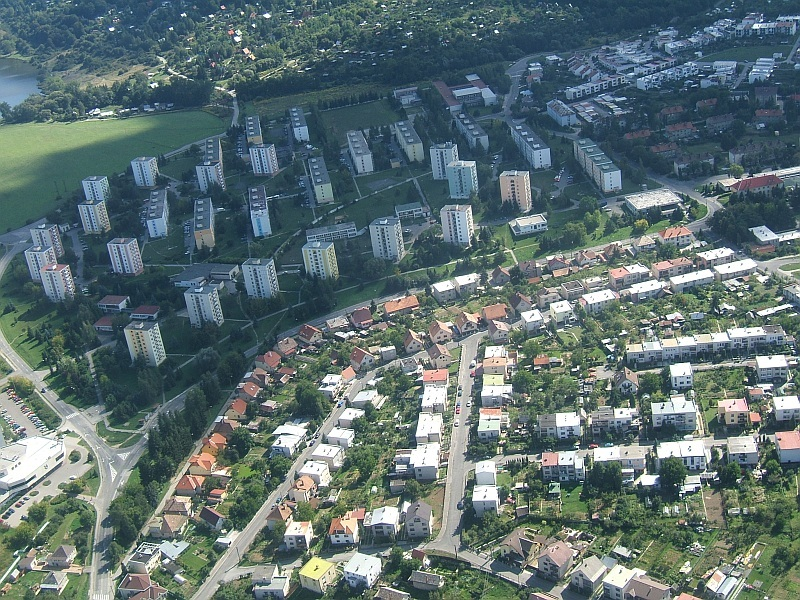
Sídlisko Sekier
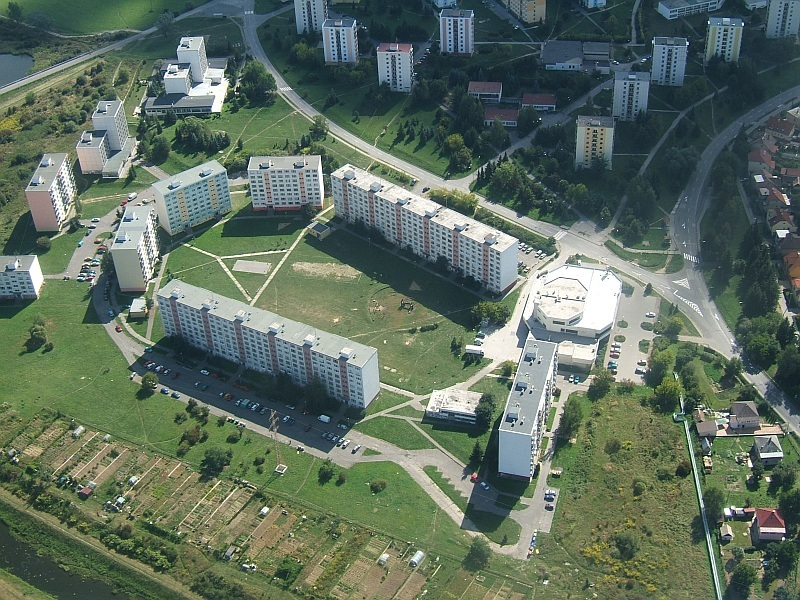
Sídlisko Sekier

## Demografía
| Año        | 1994   | 2004    | 2014    | 2024    |
| ---------- | ------ | ------- | ------- | ------- |
| Población  | 44 163 | 43 272  | 43 047  | 39 175  |
| Diferencia |        | −2,01 % | −0,51 % | −8,99 % |

| Año        | 2023   | 2024    |
| ---------- | ------ | ------- |
| Población  | 39 453 | 39 175  |
| Diferencia |        | −0,70 % |